# Ла-Луїсіана
Ла-Луїсіана (ісп. La Luisiana) — муніципалітет в Іспанії, у складі автономної спільноти Андалусія, у провінції Севілья. Населення — 4614 осіб (2010).
Муніципалітет розташований на відстані близько 350 км на південний захід від Мадрида, 70 км на схід від Севільї.

## Демографія
Динаміка населення (INE ):